# Thespesia trilobata
Thespesia trilobata är en malvaväxtart som beskrevs av Bak. fil.. Thespesia trilobata ingår i släktet Thespesia och familjen malvaväxter. Inga underarter finns listade i Catalogue of Life.